# Івет Кошуа
Івет Кошуа (19 грудня 1908 — 19 листопада 1999) — французький фізик, відома своїми роботами по спектроскопії і оптиці.

## Біографія
Кар'єра Івет Кошуа почалася близько 1928 року і завершилася в 1978 році. Протягом цих 50 років Івет кошу вплинула на розвиток рентгенівської спектроскопії, а також оптики рентгенівських променів.

### Освіта
Івет Кошуа отримала середню освіту в Парижі, потім вища на факультеті природничих наук Паризького університету. У липні 1928 року вона отримує ступінь ліценціат а фізичних наук.

### Академічна кар'єра
Молода випускниця надходить у фізико-хімічну лабораторію Жана Перрена. Вона готує диплом по флуоресценції розчинів, який захищає в 1930 році. Потім вона присвячує себе рентгенівської спектроскопії під керівництвом Жана Перрена. Будучи стипендіаткою Національного наукового фонду з 1932 по 1933 роки, в липні 1933 року в віці 24 років вона отримує ступінь доктора фізичних наук на факультеті природничих наук Паризького університету. Її дисертація озаглавлена «Поширення рентгенівської спектроскопії. Спектрограф з фокусуванням зігнутим кристалом; рентгенівський спектр випускання газу».
Потім вона стає науковим співробітником Національного наукового фонду, потім, в 1935 році — Національного фонду наукових досліджень, а в 1937 році — старшим науковим співробітником (в Національному фонді наукових досліджень, потім в Національному центрі наукових досліджень в 1939 році).
Паралельно вона починає кар'єру на факультеті природничих наук, бувши 1 січня 1938 року призначеної керівником досліджень в лабораторії хімії та фізики, а потім в 1942 році почавши вести додатковий курс по рентгенівському випромінюванню в фізичної хімії. Вона залишає Національний центр наукових досліджень, щоб 1 жовтня 1945 року бути призначеною доцентом хімії та фізики, в той час як Едмон Бауер призначається на посаду завідувача кафедри хімії і фізики, що звільнилася зі звільненням Луї Дюнуайе після закінчення війни. 1 січня 1948 року Івет Кошуа отримує звання професора без кафедри, потім призначається штатним професором в 1951 році і нарешті завідувача кафедри хімії і фізики після відставки Едмона Бауера в 1954 році, взявши на себе також керівництво хіміко-фізичної лабораторії. Коли факультет природничих наук припиняє існування, вона влаштовується в Університет П'єра і Марії Кюрі. У 1978 році вона йде у відставку, а до 1983 року стає заслуженим професором.

## Наукові роботи
У 1934 і 1935 роках вона здійснює спостереження спектра випускання L-серії платини, ртуті і вольфраму, а також спектра K-серії міді. Також вона завершує створення нового типу спектрографа, що дозволяє удосконалити технологію досліджень, яка застосовується в спектроскопії і оптиці рентгенівських променів. На цій підставі Івет кошу була висунута на наукову премію Анрі Беккереля.
У жовтні 1936 року Івет кошу отримує премію Жірбаль-Бараль однойменної організації в розмірі 10000 франків.
У 1938 році спектрографічний апарат, винайдений Івет кошу, дозволяє румунському фізику Хорі Хулубей відкрити елемент 93. У тому ж році Івет кошу нагороджується премією Анрі де Жувенель, заснованої його вдовою. Ця премія призначена для заохочення наукових співробітників за їх безкорисливу діяльність. Вона має розмір 10000 франків і в тому ж році була також присуджена М. Шанпетье, Жану Пенлеве, Жану Ростань та М. Сімоне. Івет кошу отримує премію в січні 1939 року в Палаці відкриттів в присутності мадам де Жувенель і Жана Перрена, а також Анатоля де Монза, міністра громадських робіт, і Жана Зе, міністра національної освіти.
Івет Кошуа також проводить дослідження полонію в співробітництві з Хорей Хулубеем і Сонею Котелль. У 1970-ті роках вона працює з Франсисом Перреном, сином Жана Перрена. Вона співпрацює з Мішелем Буавенов, Івонн Ено, Клари Шлезінг-Меллер і Васко Зечевічем.
Івет Кошуа померла в 1999 році від бронхіту під час поїздки до Румунії, в монастир Барсана.

## Премії
Протягом своєї кар'єри Івет кошу удостоїлася безлічі наукових премій:
- Премія Анселя, 1933
- Премія Анрі Беккереля, 1935
- Премія Жірбаль-Бараль, 1936
- Премія Анрі де Жувенель, 1938
- Премія Жерома Понті, 1942
- Премія Тріоссі, 1946

## Нагороди
Діяльність Івет кошу також увінчана поруч французьких і зарубіжних нагород:
- Медаль Чехословацького товариства спектроскопії, 1974
- Командор ордена Міністерства освіти
- Офіцер ордена Почесного Легіону
- Офіцер Національного ордену Заслуг